# Norman Robert Pogson
Norman Robert Pogson, född 23 mars 1829 i Nottingham, död 23 juni 1891 i Madras, var en brittisk astronom. Han var far till Isis Pogson.
| 42 Isis     | 15 maj 1856      |
| 43 Ariadne  | 15 april 1857    |
| 46 Hestia   | 16 augusti 1857  |
| 67 Asia     | 17 april 1861    |
| 80 Sappho   | 2 maj 1864       |
| 87 Sylvia   | 16 maj 1866      |
| 107 Camilla | 17 november 1868 |
| 245 Vera    | 6 februari 1885  |

Sedan han haft anställningar vid flera engelska observatorier, blev han 1860 direktör för observatoriet i Madras. Han utförde betydelsefulla observationer och undersökningar över föränderliga stjärnor. Han uppställde vidare den för stellarfotometrien grundläggande formel för förhållandet mellan ljusstyrkorna h, h' hos två stjärnor av storleksordningarna m, m':
log h - log h' = - 0,4 (m - m'), 
som efter honom kallas Pogsons formel. Den i formeln ingående koefficienten 0,4
kallas det Pogsonska talet. Dessutom gjorde han värdefulla observationer över solförmörkelser, planeter, kometer m. m. 
Han upptäckte flera nya asteroider.

## Utmärkelser
Pogson tilldelades Lalandepriset 1856 tillsammans med Jean Chacornac. Asteroiden 1830 Pogson är uppkallad efter honom.